# Ñeembucú
Ñeembucú – jeden z departamentów Paragwaju. Stolicą jest Pilar. Graniczy z 3 departamentami. Z Central od północy, Paraguarí od północnego wschodu i Misiones od południowego wschodu. Położony jest przy granicy z Argentyną (prowincje Formosa, Chaco i Corrientes).

## Dystrykty
Ñeembucú dzieli się na 16 dystryktów:
1. Alberdi
2. Cerrito
3. Desmochados
4. General José Eduvigis Díaz
5. Guazú Cuá
6. Humaitá
7. Isla Umbú
8. Laureles
9. Mayor José J. Martinez
10. Paso de Patria
11. Pilar
12. San Juan Bautista del Ñeembucú
13. Tacuaras
14. Villa Franca
15. Villalbín
16. Villa Oliva